# Jonathan Nitzan
Jonathan Nitzan (en hebreo: יונתן ניצן‎) es profesor de economía política en la Universidad de York, Toronto, Canadá.

## Trabajo
Nitzan es coautor (con Shimshon Bichler) de El capital como poder: Un estudio del orden y el creorden, publicado en 2009 en inglés y en 2020 en español. Sus escritos se centran en la naturaleza del capital en el capitalismo y proporcionan una visión alternativa a la de la economía marxista y neoclásica. En su teoría, el capital es la cuantificación del poder. Según su teoría del valor del poder, en el capitalismo, el poder es el principio rector enraizado en la centralidad de la propiedad privada. La propiedad privada es total y únicamente un acto de exclusión institucionalizada, y la exclusión institucionalizada es una cuestión de poder organizado.   Un elemento central de esta teoría es el concepto de acumulación diferencial, según el cual las empresas se esfuerzan por obtener más beneficios superando el nivel medio de beneficios.
Nitzan y Bichler comparten un legado intelectual con economistas institucionales como Thorstein Veblen. En particular, comparten la explicación de Veblen de que los negocios existen con el fin de obtener ganancias pecuniarias (monetarias) y no con la acumulación de bienes de consumo o de máquinas físicas.

## Trabajos mayores
- Nitzan, Jonathan y Shimshon Bichler – Economía política global de Israel – 2002
- Nitzan, Jonathan y Shimshon Bichler – El capital como poder: un estudio sobre el orden y el creorden – 2009

- Nitzan, Jonathan y Shimshon Bichler – The Scientist and the Church, 2015[3]